# خدمة الشبكة الاحترافية
خدمة الشبكة الاحترافية، (أو في عالم الانترنت بشكل مبسط تسمى الشبكة الإحترافية ) هي نوع من خدمات الشبكات الاجتماعية التي تركز على التفاعلات والعلاقات لفرص الأعمال والنمو الوظيفي ، مع تركيز أقل على الأنشطة في الحياة الشخصية.
يتم استخدام خدمة الشبكة الاحترافية من قبل الأفراد العاملين والباحثين عن عمل والشركات لإنشاء جهات اتصال مهنية و للحفاظ عليها و للعثور على عمل أو تعيين موظفين ومشاركة الإنجازات المهنية  وبيع الخدمات أو الترويج لها والبقاء على اطلاع دائم مع أخبار الصناعة والاتجاهات. وفقًا لكليفورد روزنبرغ ، العضو المنتدب لشركة لنكدين في مقابلة مع AAP في عام 2010 ، "هذه دعوة للمحترفين للعمل على إعادة معالجة استخدامهم للشبكات الاجتماعية والبدء في كسب العديد من المكافآت من الشبكات المهنية كما يفعلون شخصيًا . " تعتمد الشركات في الغالب على الموارد والمعلومات خارج الشركة وللحصول على ما يحتاجون إليه فإنها تحتاج إلى التواصل والتواصل بشكل احترافي مع الآخرين ، مثل الموظفين أو العملاء بالإضافة إلى الفرص المحتملة.
"يشير ناردي وويتيكير و شورز (2002) إلى ثلاث مهام رئيسية يعتقدون أن المسوقين الشبكيين يحتاجون إلى وجودها للحفاظ على شبكة إحترافية (مقصودة) ناجحة: بناء شبكة وصيانة الشبكة وتفعيل جهات اتصال محددة. ويؤكدون أن المسوقين الشبكيين يحتاجون للاستمرار في إضافة جهات اتصال جديدة إلى شبكتهم للوصول إلى أكبر عدد ممكن من الموارد والحفاظ على شبكتهم من خلال البقاء على اتصال مع جهات الاتصال الخاصة بهم ، ليسهل تنشيط جهات الاتصال عندما يكون لدى المتصل بالشبكة عمل يجب القيام به. "
من خلال استخدام خدمة شبكة إحترافية ، يمكن للشركات الحفاظ على تحديث جميع شبكاتها وترتيبها ، كما تساعد في اكتشاف أفضل طريقة للتواصل بكفاءة مع كل منها.  إنها خدمة يمكنها أن تفعل كل ما يمكن في تخفيف بعض الضغط عند محاولة إنجاز مهام.
ليست كل خدمات الشبكة الإحترافية عبارة عن مواقع عبر الإنترنت تساعد في الترويج للأعمال التجارية. بعض الخدمات التي تربط المستخدم بخدمات أخرى تساعد في الترويج للأعمال التجارية بخلاف المواقع عبر الإنترنت ، مثل شركات الهاتف / الإنترنت التي تقدم الخدمات والشركات المصممة خصيصًا للقيام بجميع عمليات الترويج ، عبر الإنترنت وشخصيًا ، للأعمال التجارية.

## التاريخ
في عام 1997 ، بدأت خدمات الشبكة الإحترافية في جميع أنحاء العالم وتستمر في النمو. كان موقع SixDegrees.com هو أول موقع يمكن التعرف عليه لدمج جميع الميزات ، مثل إنشاء ملفات تعريف وإضافة والبحث عن أصدقاء. وفقًا لمقال بويد وإليسون ، "مواقع الشبكات الاجتماعية: التعريف والتاريخ والمنح الدراسية" ، من 1997 إلى 2001 ، بدأ عدد من أدوات المجتمع في دعم مجموعات متنوعة من الملفات الشخصية والأصدقاء المفصولين بشكل عام. يواصل بويد وإليسون القول إن الموجة التالية بدأت مع موقع Ryze.com في عام 2001. وقد تم تقديمه كطريقة جديدة "لمساعدة الأشخاص على الاستفادة من شبكات أعمالهم".

### داخل الأعمال
الكثير من العمل يوضع في خدمة الشبكة الإحترافية ، مثل مقدار الساعات التي تقضيها ونوع الأشخاص الذين يعملون لديهم ، بالإضافة إلى نموذج العمل الخاص بكل ذلك ، مثل التفاعل المهني والمتعدد الخدمات التي يتعاملون معها.

### أنواع الخدمات
لا تساعد بعض خدمات الشبكة الإحترافية في الترويج للأعمال فحسب ، بل يمكنها أيضًا المساعدة في الاتصال بأشخاص آخرين. قد تتضمن هذه الخدمات هاتفًا معينًا /  شركة إنترنت أو شركة تساعد في الاتصال بشركات أخرى. وفقًا لجمعية أبحاث الاتصالات الجديدة (SNCR) ، هناك ما لا يقل عن تسع شبكات مهنية عبر الإنترنت قيد الاستخدام.

### التفاعل المهني
واصل كابلان وهاينلين مناقشة النقاط الخمس حول استخدام وسائل الإعلام للشركات. يقولوا إنك بحاجة إلى الاختيار بعناية  واختيار التطبيق أو إنشاء التطبيق الخاص بك والتأكد من محاذاة النشاط ودمج خطة وسائط والسماح بالوصول للجميع.

### الاختيار بعناية
"إن اختيار الوسيلة المناسبة لأي غرض محدد يعتمد على المجموعة المستهدفة والرسالة التي سيتم توصيلها. من إحدى النواحي ، يجذب عادة كل تطبيق من تطبيقات الوسائط الاجتماعية مجموعة معينة من الأشخاص ويجب على الشركات أن تكون نشطة أينما كان عملائها متواجدون. ومن ناحية أخرى ، قد تكون هناك مواقف تكون فيها بعض الميزات ضرورية لضمان الاتصال الفعال ، ولا يتم تقديم هذه الميزات إلا من خلال تطبيق واحد محدد ".

### ضمان محاذاة النشاط
"في بعض الأحيان قد تقرر الاعتماد على وسائل التواصل الاجتماعي المختلفة ، أو مجموعة من التطبيقات المختلفة ضمن نفس المجموعة ، من أجل الحصول على أكبر وصول ممكن". "يمكن أن يكون استخدام قنوات الاتصال المختلفة استراتيجية جديرة بالاهتمام ومربحة". وفقًا لجمعية أبحاث الاتصالات الجديدة في جامعة هارفارد ، "ينتمي المحترف العادي إلى 3-5 شبكات عبر الإنترنت للاستخدام التجاري ، ولينكد إن ، وفيسبوك ، وتويتر من بين أكثر الشبكات استخدامًا." 

### دمج خطة إعلامية
تعتبر وسائل التواصل الاجتماعي ووسائل الإعلام التقليدية "كلاهما جزءًا من نفس الشيء: صورة شركتك" في نظر العملاء.

### السماح بالوصول للجميع
"... بمجرد أن تقرر الشركة استخدام طبيقات الوسائط الاجتماعية ، يجدر التحقق من أن جميع الموظفين يمكنهم الوصول إليها بالفعل." وفقًا لـ SNCR "التقارب بين الإنترنت والجوال ووسائل التواصل الاجتماعي قد اتخذ شكلاً هامًا حيث يعتمد المحترفون على الوصول إلى المعلومات والعلاقات والشبكات في أي مكان." 

### الاستخدام عبر الإنترنت
"أفاد نصف المستجيبين عن مششاركتهم في 3 إلى 5 شبكات مهنية عبر الإنترنت. يشارك ثلاثة آخرون من كل عشرة في 6 شبكات احترافية أو أكثر." "يتم الآن استخدام الشبكات الاجتماعية الشعبية بشكل متكرر كمجتمعات مهنية. وأشار أكثر من تسعة من كل عشرة مشاركين إلى أنهم يستخدمون لينكد ان وأفاد نصفهم باستخدام فيسبوك. غالبا ما يتم أدراج التويتر والمدونات بشكل متكرر على أنها" شبكات مهنية ".

### نموذج العمل
وفقًا لمقال مايكل رابا ، نماذج الأعمال على الويب ،" نموذج العمل هو طريقة ممارسة الأعمال التجارية التي يمكن للشركة من خلالها الحفاظ على نفسها - أي تحقيق الإيرادات. يوضح نموذج العمل كيفية كسب الشركة للأموال من خلال تحديد موقعها في سلسلة القيمة. "يذكر رابا أن هناك تسع فئات أساسية على الأقل يمكن فصل نموذج الأعمال عنها. وهذه الفئات هي الوساطة والإعلان و الوسيط المعلوماتي و التاجر و الشركة المصنعة و الشركة التابعة و المجتمع و الاشتراك والمنفعة. "... قد تجمع الشركة بين عدة نماذج مختلفة كجزء من إستراتيجيتها الشاملة للأعمال التجارية عبر الإنترنت." في البداية ، بدأ فليكر كوسيلة لتعميم العلاقات العامة.

## التأثير الإجتماعي
عندما يتعلق الأمر بالتأثير الاجتماعي الذي تحدثه خدمات الشبكة المهنية على مجتمع اليوم ، فقد ثبت أنها تزيد من النشاط. وفقًا لـ SNCR ، "يعتمد ثلاثة أرباع المستجيبين على الشبكات المهنية لدعم قرارات العمل. ازداد الاعتماد بشكل أساسي لجميع المستجيبين على مدار السنوات الثلاث الماضية. الأصغر سنًا (20-35) وكبار السن (55+) هم أكثر المستخدمون النشطون للأدوات الاجتماعية أكثر من المحترفين في منتصف العمر. هناك عدد أكبر من الأشخاص الذين يتعاونون خارج جدار الشركة أكثر من داخل شبكتهم التنظيمية. "

## القيود
نظرًا لأن الإنترنت ووسائل التواصل الاجتماعية جزء من هذا "العالم حيث يمكن للمستهلكين التحدث بحرية مع بعضهم البعض وتكون الشركات لديها سيطرة أقل بشكل متزايد على المعلومات المتاحة عنهم في الفضاء الإلكتروني" ، فإن معظم الشركات والأعمال غير مرتاحة لهذه الحرية. وفقًا لمقال كابلان وهاينلين ، "مستخدمو من حول العالم ، اتحدوا! تحديات وسائل التواصل الاجتماعي وفرصها" ، يتم إبعاد الشركات جانبًا ولا يمكنها سوى الجلوس ومشاهدة تعليقات عملائها علنًا ، والتي قد تكون مكتوبة بشكل جيد أو لا.

## انظر ايضا
- شبكات الأعمال
- خدمة التواصل الاجتماعي
- مستقل
- خدمة شبكة اجتماعية
- وسائل التواصل الاجتماعي
- ويب 2.0